# موتورهای مرگبار (فیلم)
موتورهای مرگبار (انگلیسی: Mortal Engines) فیلمی آمریکایی-نیوزیلندی در سبک پسارستاخیزی ماجراجویی است که در سال ۲۰۱۸ منتشر شد. این فیلم به کارگردانی کریستین ریورز و نویسندگی فیلیپا بوینس، فرن والش و پیتر جکسون است که بر پایه رمانی به همین نام اثر فیلیپ ریو ساخته شده‌است. از بازیگران آن می‌توان به هوگو ویوینگ، هرا هیلمار، رابرت شیهان، پاتریک مالاهید، کارن پیستوریوس، لیلا جرج، جوئل توبک و استیون لانگ اشاره کرد.
موتورهای مرگبار در تاریخ ۱۴ دسامبر، ۲۰۱۸ در ایالات متحده اکران شد.